# 國立臺灣師範大學圖文傳播學系

國立臺灣師範大學圖文傳播學系系徽

國立臺灣師範大學圖文傳播學系（英文：Department of Graphic Arts Communication），簡稱臺師大圖傳系，是隸屬於國立臺灣師範大學科技學院轄下的學系，運用科技知識整合圖、文、聲之創作。

## 歷史沿革
- 1958年，省立師範學院成立工業教育學系。
- 1955年，省立師範學院改名省立臺灣師大。
- 1961年8月，工業教育學系分設工職組、工藝組之分組，工職組招收高工畢業生，專為培育工業職業學校師資；工藝組獨立招收印刷科畢業生一至三名，施以印刷學程專業教育，並為高中工藝科目培育圖文傳播科目之專業能力。
- 1967年，省立臺灣師大改名國立臺灣師範大學。
- 1978年8月，工業教育學系改設機械職業教育組、電機與電子職業教育組、傳播設計教育組等分組。其中，傳播設計教育組為圖文傳播學系之前身，招收學生五名。
- 1995年，傳播設計教育組增招至十五名。同年，許瀛鑑教授提出傳播設計教育組獨立設系之申請，經教育部批准成立「圖文傳播教育學系」，隸屬教育學院，籌備於1996年8月招生授業。同年10月，為預作「師資培育機構」之轉型，並配合此系培育「亞太媒體中心」之印刷出版媒體及影視傳播媒體工程人員政策下，改名「圖文傳播技術學系」，並分設印刷出版科技組、影視傳播科技組。
- 1996年8月，圖文傳播技術學系分為兩種招生管道：四技二專聯招，招收高職學生，錄取學生屬印刷出版科技組，授予工學士學位。大學聯招，招收高中學生，錄取學生為影視傳播科技組，授予工學士學位。
- 1998年9月，教育部核定臺師大成立「科技學院」，圖傳系由教育學院改隸科技學院並改名「圖文傳播學系」。
- 1999年7月，教育部核准籌備研究所碩士。
- 2000年，圖文傳播學系碩士班正式招生，與大學部相同分設印刷出版科技組、影像傳播科技組之分組，畢業後授予工學碩士學位。
- 2005年，圖文傳播學系增設圖文傳播在職進修專班，畢業後授予工學碩士學位。

## 系徽與精神
以光之三原色「紅綠藍」象徵影像傳播工程之特質，以色料三原色「紅藍黃」象徵圖像複製出版特質。貫穿其間之流線型帶狀與圓盤狀具有影帶流程、磁鼓、紙張流程及滾筒等傳播記錄工具。

## 外部來源
- 台師大圖傳系 系所網頁